# Limuzy
Limuzy jsou vesnice a část obce Tismice v okrese Kolín. Nachází se asi dva kilometry západně od Tismic. Ve vsi pramení Štolmířský potok. Limuzy jsou také název katastrálního území o rozloze 3,98 km².

## Historie
První písemná zmínka o vesnici pochází z roku 1227.

## Pamětihodnosti
- Špýchar usedlosti čp. 5
- Vrch Klepec s územím chráněným jako přírodní památka